# Art Aurea
Art Aurea (Eigenschreibweise ART AUREA) ist eine Kunst- und Kulturzeitschrift, die erstmals 1985 gegründet wurde. Das Printmagazin Art Aurea erscheint im Stil eine Kunstbuchs und wird in einer Auflage von rund 3.500 Exemplaren international vertrieben. Etwa 60 Prozent der Leser sind Abonnenten. Der andere Teil wird über den Zeitschriftenhandel und Galerien verbreitet.
Das Themenspektrum umfasst alle Bereiche der Angewandten Kunst, des zeitgenössischen Kunsthandwerks und der Fertigung in Werkstätten und Manufakturen. Darüber hinaus erscheinen Beiträge aus der Bildenden Kunst und anderen Bereichen mit Bezügen zu alternativen, ganzheitlichen und ökologischen Lebensformen. Neben Porträts von Künstlern, Designern und Manufakturen sowie Interviews, Reportagen und Essays berichtet das Magazin über Ausstellungen und weitere Veranstaltungen. 
Ergänzend zur Zeitschrift gibt es eine Internetplattform mit Profilen ausgewählter Künstler und Designer. In einem Blog erscheinen regelmäßig Beiträge über Ausstellungen und künstlerisches Handwerk. Der Firmensitz und die Redaktion liegen in Ulm.

## Geschichte
Die erste Version von Art Aurea erschien von 1985 bis 1996. Im Jahr 2007 machte sich der ehemalige Chefredakteur Reinhold Ludwig selbständig und gründete 2010 die Zeitschrift Art Aurea im Eigenverlag neu. Bereits 2009 ging die Website artaurea.com und artaurea.de online.

## Redaktion und Mitarbeiter
Art Aurea arbeitet ausschließlich mit freien Autoren, Fotografen und Übersetzern zusammen. Art Direktor ist Florian Ludwig. 

## Grassimesse
Die Herbst-Ausgabe beinhaltet zum redaktionellen Teil den Katalog der Grassimesse Leipzig, die jährlich im Oktober stattfindet. Diese Ausgabe der Zeitschrift erscheint in einer erhöhten Auflage. 